# Raunackenwaran
Der Raunackenwaran (Varanus rudicollis) ist eine Art der Schuppenkriechtiere (Squamata) aus der Gattung der Warane (Varanus). Er kommt in Südthailand, in Malaysia, auf Sumatra, Bangka und Borneo vor, eventuell auch in Myanmar.

## Merkmale
Der Raunackenwaran kann eine Gesamtlänge von 120 cm, möglicherweise auch 1,60 m erreichen, wobei der Schwanz länger als Kopf und Rumpf zusammen ist (SL : KRL = 1,27 bis 1,61). Der Körper ist kräftig gebaut, der Kopf ist lang und schmal mit einer schlanken Schnauze. Die Nasenlöcher sind schlitzförmig schmal und liegen waagerecht an der Seite der Schnauze, näher zum Auge als zur Spitze der Schnauze. Der Canthus rostralis ist gerundet, die Ohröffnungen sind mittelgroß. Die namensgebenden, kräftigen und stark gekielten Schuppen im Nacken stehen in zehn bis zwölf Längsreihen. Auch die Rückenschuppen sind gekielt. Zwischen Halsfalte und dem Ansatz der Hinterbeine finden sich 79 bis 90 Reihen länglicher Ventralia. Rund um die Mitte des Körpers zählt man 139 bis 169 Schuppenreihen. Die Beine sind kräftig, die Hinterbeine viel länger als die Vorderbeine. Die Zehen sind lang und mit starken Krallen bestückt. Präanalporen fehlen. Der Schwanz ist seitlich abgeflacht und besitzt zwei mittige Reihen gekielter Schuppen.
Der Raunackenwaran ist auf der Rückenseite schwarz bis dunkeloliv gefärbt, die Oberseiten von Kopf und Nacken sind grauschwarz, die Seiten des Nackens olivfarben bis rötlich. Ausgewachsene Exemplare sind oft einfarbig schwarz. Bei sehr jungen Raunackenwaranen sind die Oberseiten von Kopf und Nacken weißlich oder gelblich, die Halsseiten rosig bis rauchgrau, der Rücken glänzend schwarz mit gelben Querbändern und Kopfunterseite, Bauch und Schwanzunterseite sind mit breiten schwarzen und gelben Balken gemustert. Mit zunehmendem Alter werden die Echsen zunächst heller, später wieder dunkler. Halbwüchsige zeigen auf der Oberseite des Körpers Bänder aus hellgrünen Flecken.

## Lebensweise
Der Raunackenwaran ist relativ selten und kommt ausschließlich in Primärregenwäldern im Flachland oder in hügeligen Regionen vor. Er lebt vor allem auf Bäumen und hat eine geringe Fluchtdistanz. Bei Beunruhigung können die Echsen jedoch blitzschnell fliehen. Wie alle Warane ist er ovipar. Ein Gelege enthält etwa 4 bis 13 Eier, die eine Länge von 55 bis 60 mm und eine Breite von 31 bis 44 mm haben. Beim Schlupf sind die Jungwarane etwa 24 bis 26 cm lang, bei einer Kopf-Rumpf-Länge von ca. 10 cm.